# Agnė Šeleikaitė
Agnė Šeleikaitė (6 de febrero de 2000) es una deportista de Lituania que compite en natación. Ganó una medalla de oro en los Juegos Olímpicos de la Juventud de 2018, en la prueba de 50 m braza.